# Undervisningsministre fra Danmark

## Danske undervisningsministre siden 1848
- Mattias Tesfaye (S), 15. december 2022
- Pernille Rosenkrantz-Theil (S), 27. juni 2019
- Merete Riisager (LA), 28. november 2016
- Ellen Trane Nørby (V), 28. juni 2015
- Christine Antorini (S), 3. oktober 2011
- Troels Lund Poulsen (V), 8. marts 2011
- Tina Nedergaard (V), 23. februar 2010
- Bertel Haarder (V), 18. februar 2005
- Ulla Tørnæs (V), 27. november 2001
- Margrethe Vestager (B), 23. marts 1998
- Ole Vig Jensen (B), 25. januar 1993
- Bertel Haarder (V), 10. september 1982
- Dorte Bennedsen (S), 5. januar 1979
- Knud Heinesen (S), 22. december 1978
- Ritt Bjerregaard (S), 13. februar 1975
- Tove Nielsen (V), 19. december 1973
- Ritt Bjerregaard (S), 27. september 1973
- Knud Heinesen (S), 11. oktober 1971
- Helge Larsen (B), 2. februar 1968
- K.B. Andersen (S), 26. september 1964
- K. Helveg Petersen (B), 7. september 1961
- Jørgen Jørgensen (B), 28. maj 1957
- Julius Bomholt (S), 30. september 1953
- Flemming Hvidberg (C), 30. oktober 1950
- Julius Bomholt (S), 11. februar 1950
- Hartvig Frisch, 13. november 1947
- Mads R. Hartling, 7. november 1945
- A.M. Hansen, 5. maj 1945
- A.C. Højberg Christensen, 9. november 1942
- Jørgen Jørgensen, 4. november 1935
- Frederik Borgbjerg, 30. april 1929
- Jens Byskov, 14. december 1926
- Nina Bang, 23. april 1924
- Jacob Appel, 5. maj 1920
- P.J. Pedersen, 5. april 1920
- Thorkild Rovsing, 30. marts 1920
- Søren Keiser-Nielsen, 21. juni 1913
- Jacob Appel, 5. juli 1910
- M.C.B. Nielsen, 28. oktober 1909
- Enevold Sørensen, 14. januar 1905
- J.C. Christensen, 24. juli 1901
- J.J. Bjerre, 27. april 1900
- H.V. Sthyr, 23. maj 1897
- Vilhelm Bardenfleth, 7. august 1894
- Carl Goos, 10. juli 1891
- Johannes Nellemann, 6. juli 1891
- Jacob Frederik Scavenius, 24. august 1880
- J.C.H. Fischer, 11. juni 1875
- J.J.A. Worsaae, 14. juli 1874
- C.C. Hall, 28. maj 1870
- Ernst Emil Rosenørn, 22. september 1869
- A.S. Hansen, 15. marts 1868
- C.A. Fonnesbech, 6. marts 1868
- P.C. Kierkegaard, 4. september 1867
- Theodor Rosenørn-Teilmann, 6. november 1865
- Cosmus Bræstrup, 7. april 1865
- George Quaade, 30. marts 1865
- E.S.E. Heltzen, 11. juli 1864
- C.T. Engelstoft, 31. december 1863
- D.G. Monrad, 24. februar 1860
- V.A. Borgen, 2. december 1859
- D.G. Monrad, 6. maj 1859
- C.C. Hall, 12. december 1854
- A.S. Ørsted, 21. april 1853
- Carl Frederik Simony, 3. juni 1852
- P.G. Bang, 7. december 1851
- J.N. Madvig, 16. november 1848
- D.G. Monrad, 22. marts 1848